# 羅茲索希
50°19′51″N 35°27′36″E / 50.33083°N 35.46000°E
羅茲索希（烏克蘭語：Розсоші）是位於烏克蘭東北部的村莊，由蘇梅州奥赫蒂尔卡区的大皮薩里夫卡市鎮負責管轄。該村處於伊万内河畔，距離科皮基0.5公里，海拔高度138米，2001年人口767。